# Philip Ball
Philip Ball (né le 30 octobre 1962) est un journaliste et un écrivain scientifique britannique. 

## Biographie
Philip Ball est diplômé en chimie de l'université d'Oxford et obtient un doctorat en physique à l'université de Bristol.
Il a été rédacteur de la revue Nature et publie  une chronique régulière dans Chemistry World. Il contribue à différents magazines, notamment New Scientist, The New York Times, The Guardian, Financial Times et New Statesman, Prospect. Il a présenté, en juin 2004, une série sur la nanotechnologie, Small Worlds, sur BBC Radio 4. 
Il publie en 2004 Critical Mass How One Thing Leads to Another, lauréat du prix Aventis 2005 pour les livres scientifiques. 
En 2011, il publie The Music Instinct,, et Unnatural: The Heretical Idea of Making People.

## Publications récentes
- The Devil's Doctor: Paracelsus and the World of Renaissance Magic and Science (2006)  (ISBN 0-434-01134-7)[8]
- The Sun and Moon Corrupted, un roman, Portobello Books Ltd, (2008)   (ISBN 978-1-84627-108-3)
- Universe of Stone: A Biography of Chartres Cathedral  (2008)  (ISBN 978-0-06-115429-4)
- Shapes, Nature's Patterns, a Tapestry in three Parts(2009)  (ISBN 978-0-19-923796-8)
- Flow, Nature's Patterns, a Tapestry in three Parts (2009)  (ISBN 978-0-19-923797-5)
- Branches, Nature's Patterns, a Tapestry in three Parts (2009)  (ISBN 978-0-19-923798-2)
- The Music Instinct (2010)  (ISBN 978-1-84792-088-1)
- Unnatural, The Heretical Idea of Making People (2011)  (ISBN 978-1-84-792152-9)
- Why Society is a Complex Matter: Meeting Twenty-first Century Challenges with a New Kind of Science (2012)   (ISBN 978-3-642-28999-6)
- Curiosity: How Science Became Interested in Everything (2013)  (ISBN 978-0-226-04579-5)
- Serving the Reich: The Struggle for the Soul of Physics under Hitler (2014),  (ISBN 978-0-226-20457-4)[9]
- Invisible: The Dangerous Allure of the Unseen (2015), University of Chicago Press ; (2014), Random House
- Patterns in Nature: Why the Natural World Looks the Way It Does(2016)  (ISBN 978-0-226-33242-0)
- The Water Kingdom: A Secret History of China (2017)  (ISBN 978-0-226-36920-4)
- Beyond Weird: Why Everything You Thought You Knew About Quantum Physics is Different (2018)  (ISBN 978-1-847-92457-5)
- How to Grow a Human: Adventures in Who We Are and How We Are Made (2019)  (ISBN 978-0008331771)